# Dantès Destouches
Pour les articles homonymes, voir Destouches.
Nicolas Louis Dantès Destouches (Port-au-Prince, 6 février 1862 - Port-au-Prince, 22 janvier 1912), est un médecin haïtien.

## Famille
L'un de ses fils, Louis Étienne Stanislas Dantès, sera son homonyme et également médecin.
Pendant la Première Guerre Mondiale, ce dernier sera aussi l'homonyme d'un médecin militaire qui sera plus connu en littérature sous le nom de Louis-Ferdinand Céline. Leurs citations militaires respectives sont au nom de Louis Destouches.
Son frère, Christophe Destouches, commandant du Port de Port-au-Prince, puis général, est fusillé le 16 janvier 1904, à la suite de l'affaire Maxi Momplaisir.
Le 23 mars 1892, il signe le contrat pour la ligne de chemin de fer reliant Port-au-Prince aux Etangs par la plaine du Cul-de-Sac. Il sera responsable, en 1896, d'une plaquette de 16 pages de la Direction Générale des travaux publics.

## Biographie
Étudie la médecine en Europe.
Se marie le 2 décembre 1889 avec Egerie Fils-Aimé, avec qui il aura 9 enfants. Leurs fiançailles eurent lieu à Kingston, en Jamaïque, sous la bienveillance de l'oncle d'Egerie, Camille Bruno.
Professeur de chimie à l'École de Médecine et au Lycée National.
Trésorier de l'Alliance Française
Fondateur en 1905 de la Société astronomique et météorologique de Port-au-Prince.
Lié à l'organisation des Institutions St-Louis de Gonzague et Sainte-Rose de Lima
Le docteur Dantès Destouches meurt à Port-au-Prince le lundi 22 janvier 1912. Le jour de ses funérailles fut déclaré jour de deuil national.

## Rue Dantès Destouches
Rue de Port-au-Prince, où se trouvait le domicile du Docteur, anciennement Rue du port ou plus généralement Rue Pavée. Elle fut renommée "en mémoire des services signalés et du bien qu'avait fait à l'humanité et particulièrement à la population de Port-au-Prince l'illustre et regretté docteur"
En 1922, une statue du docteur Destouches, fondue à Paris par Montagutelli est placée au sommet de la Rue Pavée à la jonction de l'Avenue John Brown/Lalue.

## Hommages
- Changement de nom de la rue Pavée
- Placement de la statue
- le 18 juin 2009, le comité culturel 'La Renaissance' de la deuxième année en sciences diplomatiques de l'Académie nationale et consulaire (ANDC) a organisé une journée d'hommage.